# Friedrich Rettig (Politiker)

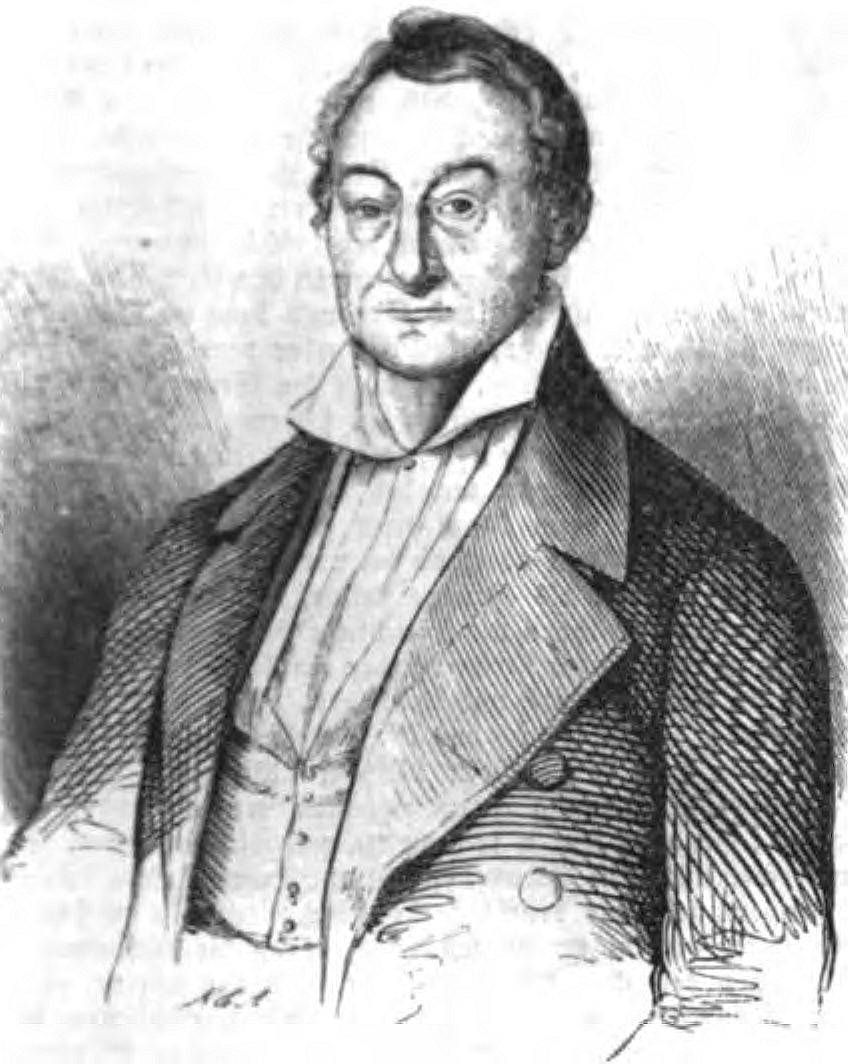
Friedrich Christian Rettig, 1845 badischer Innenminister.

Friedrich Christian Rettig (* 1. Juli 1781 in Heidelberg; † 10. September 1859 in Karlsruhe; evangelisch) war Jurist und hatte 1845 interimistisch die Leitung des Ministeriums des Innern in Baden inne. Ebenso war er langjährig Abgeordneter des badischen Landtags.

## Familie
Franz Rettig war der Sohn des Franz Daniel Rettig (* 3. August 1724 in Kaiserslautern; † 1. August 1794 in Heidelberg), geistlicher Administrationsrat in Heidelberg, und der Charlotte geborene Rittmann, Tochter des Konrad Rittmann, Direktor des Ehegerichts in Heidelberg. Er war verheiratet mit Maria Elisabeth geborene Krutthof. Aus dieser Ehe entstammen 16 Kinder: Franz Karl (* 29. März 1803 in Neckargemünd; † 10. März 1804 ebenda), Luise Charlotte (* 13. August 1804 in Neckargemünd; † 2. Dezember 1836 in Konstanz), Henriette Auguste (* 14. Dezember 1805 in Neckargemünd; † 1841 in Freiburg im Breisgau), Maria Elisabeth (* 13. Mai 1807 in Neckargemünd; † 22. Juni 1807 ebenda), Konrad Louis (* 15. Juni 1808 in Neckargemünd; † 11. November 1894 Texas/USA), Friedrich Franz Karl (* 16. Juni 1809; † 10. Oktober 1856 in Freiburg im Breisgau), Karl August Otto (* 16. Juni 1809; † 1844), Karoline Flora (* 26. November 1810 in Bretten), Johanna Margarete (* 28. Februar 1812 in Bretten; † in Ludwigsburg), Friederike Elisabeth (* 28. März 1813 in Bretten; † 23. August 1814 ebenda), Charlotte Elisabeth (* 25. August 1814 in Bretten), Charlotte Auguste Maria (* 17. April 1816 in Bretten; † 19. April 1836 in Konstanz), Maria Elisabeth Jakobine (* 29. November 1818 in Bretten), Maria Friederike Sophie Babette (* 1. August 1820 in Weinheim; † 28. August 1821 ebenda), Eleonora Karoline Friederike (* 23. September 1821 in Weinheim; † 1876 in Freiburg im Breisgau) und Juliane Karoline Jakobine (* 9. September 1824 in Weinheim; † in Karlsruhe).

## Leben
Friedrich Rettig studierte ab 1796 Rechtswissenschaften an der Universität Göttingen und ab dem Sommersemester 1797 an der Universität Heidelberg. Am 16. Mai 1801 wurde er kurpfälzischer Rechtskandidat und zum 4. September des gleichen Jahres Advokat beim Oberamt Bretten. Am 20. September 1803 wurde er Amtsschreiber beim Amt Neckargemünd. Nach der Auflösung der Kurpfalz wurde er in den badischen Staatsdienst übernommen und am 16. Dezember 1807 trat er die Stelle als Amtmann und Amtsvorstand beim Oberamt Kork an. Zum 31. Dezember 1809 wurde er Amtsvorstand beim Bezirksamt Bretten, wo er am 25. August 1814 zum Oberamtmann befördert wurde. Am 23. Januar 1819 wurde er Amtsvorstand beim Bezirksamt Weinheim und ab dem 16. Juli 1825 Stadtdirektor beim Stadtamt Freiburg. Am 30. Juni 1827 wurde er als Ministerialrat ins Ministerium des Innern versetzt und danach ab 1830 zum Kreisdirektor des Seekreises in Konstanz ernannt. Zum 31. Dezember 1835 wurde er zum Geheimen Rat 2. Klasse ernannt. Am 10. Oktober 1839 wurde er auf Verlangen von Staatsminister von Blittersdorf in den einstweiligen Ruhestand versetzt und am 3. Dezember 1844 als Ministerialdirektor reaktiviert. Er hatte anschließend die interimistische Leitung des Ministeriums des Innern inne bis zum Amtsantritt des neuen Ministers Karl Friedrich Nebenius im März 1845. Am 19. Dezember 1846 wurde Rettig Regierungsdirektor beim Mittelrheinkreis in Rastatt. Am 23. August 1849 wurde er zunächst Dienstverweser und anschließend Landeskommissär in Karlsruhe. Zum 23. Dezember 1858 wurde er auf eigenen Wunsch in den Ruhestand versetzt.

## Politische Betätigung
Friedrich Rettig war am 15. November 1830 Wahlkommissär im Stadtwahlkreis 2 (Stadt Konstanz) und 1831, 1833, 1835 Abgeordneter der zweiten Kammer der Badischen Ständeversammlung des Stadtwahlkreises 2 für den 5. bis 7. Landtag. Ebenso war er 1841/42, 1843/45, 1845/46, 1847/49, 1850/51, 1851/52, 1854, 1855/56 und 1857/58 Abgeordneter des Wahlkreises 31 (Ämter Philippsburg und Bezirksamt Schwetzingen) des 11. bis 18. Landtags.

## Nebentätigkeit
- 1843 Mitglied im Verwaltungsrat des Blindeninstituts Freiburg
- Dozent an der Universität Freiburg
- 21. Dezember 1849 Vorstand der Ausgleichskommission nach der Revolution 1848/49

## Auszeichnungen

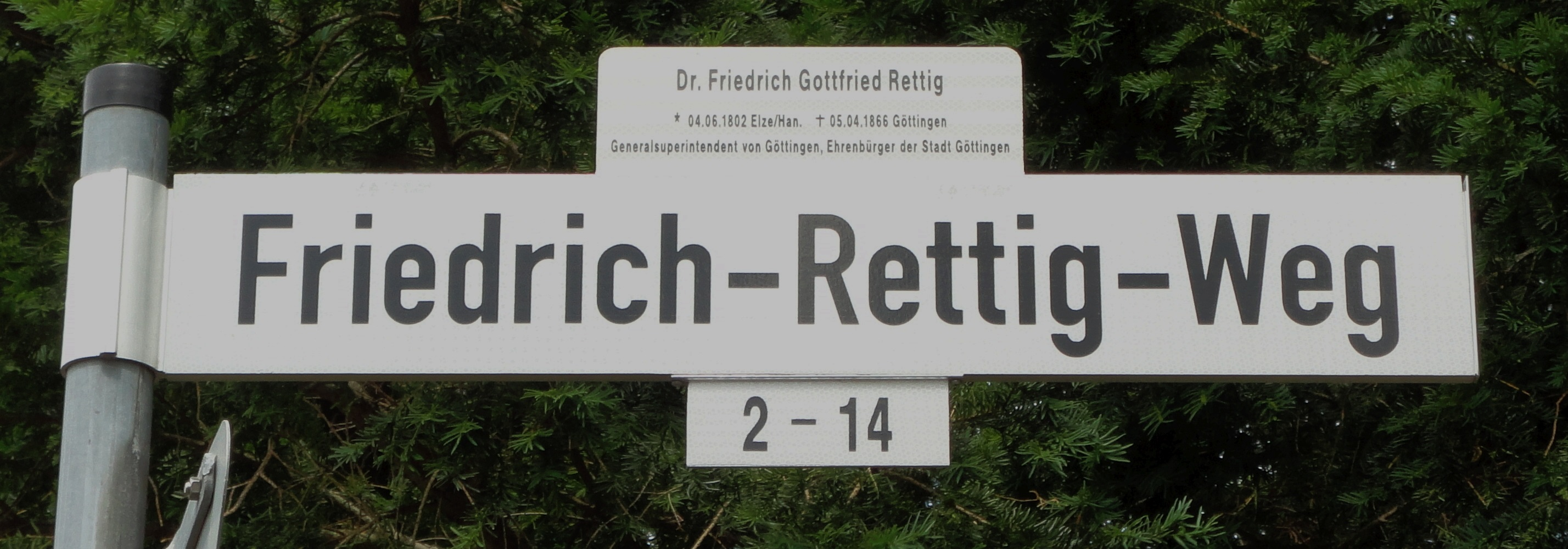
Göttingen-Weende, Friedrich-Rettig-Weg

- 1832 Ritterkreuz des Zähringer Löwen-Ordens
- 1844 Kommandeurkreuz 2. Klasse des Zähringer Löwen-Ordens
- 1847 Kommandeurkreuz mit Eichenlaub des Zähringer Löwen-Ordens
- 1858 Kommandeurkreuz 1. Klasse mit Eichenlaub des Zähringer Löwen-Ordens

## Werke
- Die Polizeigesetzgebung des Großherzogtums Baden. Systematisch bearbeitet, Karlsruhe 1827
- Die Territorial-Grenzfrage zwischen Deutschland und Frankreich, Leipzig 1841
- Der badische Bürgermeister. Eine praktische Anleitung für die Bürgermeister und Gemeinderäte, Freiburg im Breisgau 1842
- Formularbuch für das Großherzogtum Baden, enthaltend Anleitungen und Formulare, Verträge und Rechtsgeschäfte abzuschließen…, Zürich und Baden 1846